# 陶斯 (新墨西哥州)
陶斯（英語：Taos，/taʊs/ ）是美国新墨西哥州中北部陶斯縣的一个城镇，同时也是陶斯縣县城，建立于1934年。在2010年美國人口普查中，其人口为5,716。其名字源自美國原住民語言，意指「紅柳樹之地」。